# Ulrik Jansson
Ulrik Jansson (ur. 2 lutego 1968) – szwedzki piłkarz grający na pozycji pomocnika.

## Kariera klubowa
Karierę piłkarską Jansson rozpoczął w klubie IFK Värnamo. Do 1985 roku grał z nim w trzeciej lidze szwedzkiej. W 1986 roku przeszedł do Östers IF z miasta Växjö i wtedy też zadebiutował w jego barwach w pierwszej lidze szwedzkiej. W 1991 roku wystąpił w przegranym 1:4 finale Pucharu Szwecji z IFK Norrköping. Z kolei w 1992 roku wywalczył z Östers wicemistrzostwo Szwecji.
W 1994 roku Jansson odszedł z Östers do Helsingborgs IF. Tam, podobnie jak w Östers, był podstawowym zawodnikiem. W 1994 roku grał z nim w finale krajowego pucharu (3:4 z IFK Norrköping). W 1995 i 1998 roku został wicemistrzem Szwecji, a w 1999 roku wywalczył swoje jedyne w karierze mistrzostwo kraju. W 2000 roku także był wicemistrzem Allsvenskan. W 2004 roku Jansson odszedł do Ängelholms FF i po roku gry w tym klubie zakończył sportową karierę.

## Kariera reprezentacyjna
W reprezentacji Szwecji Jansson zadebiutował w 22 sierpnia 1990 roku w wygranym 2:1 towarzyskim meczu z Norwegią. W 1990 roku został powołany przez selekcjonera Ollego Nordina do kadry na Mistrzostwa Świata we Włoszech. Tam był rezerwowym i nie rozegrał żadnego spotkania. Od 1990 do 1991 roku rozegrał w kadrze narodowej 6 spotkań.